# اسکار برناردی
اسکار برناردی (به پرتغالی: José Oscar Bernardi) بازیکن فوتبال اهل برزیل است که در شهر Monte Siao و در تاریخ ۲۰ ژوئن ۱۹۵۴ به دنیا آمده‌است.
اسکار برناردی در تیم‌های فوتبال Ponte Preta سابقهٔ حضور دارد.